# Типы подводных лодок ВМФ СССР и России

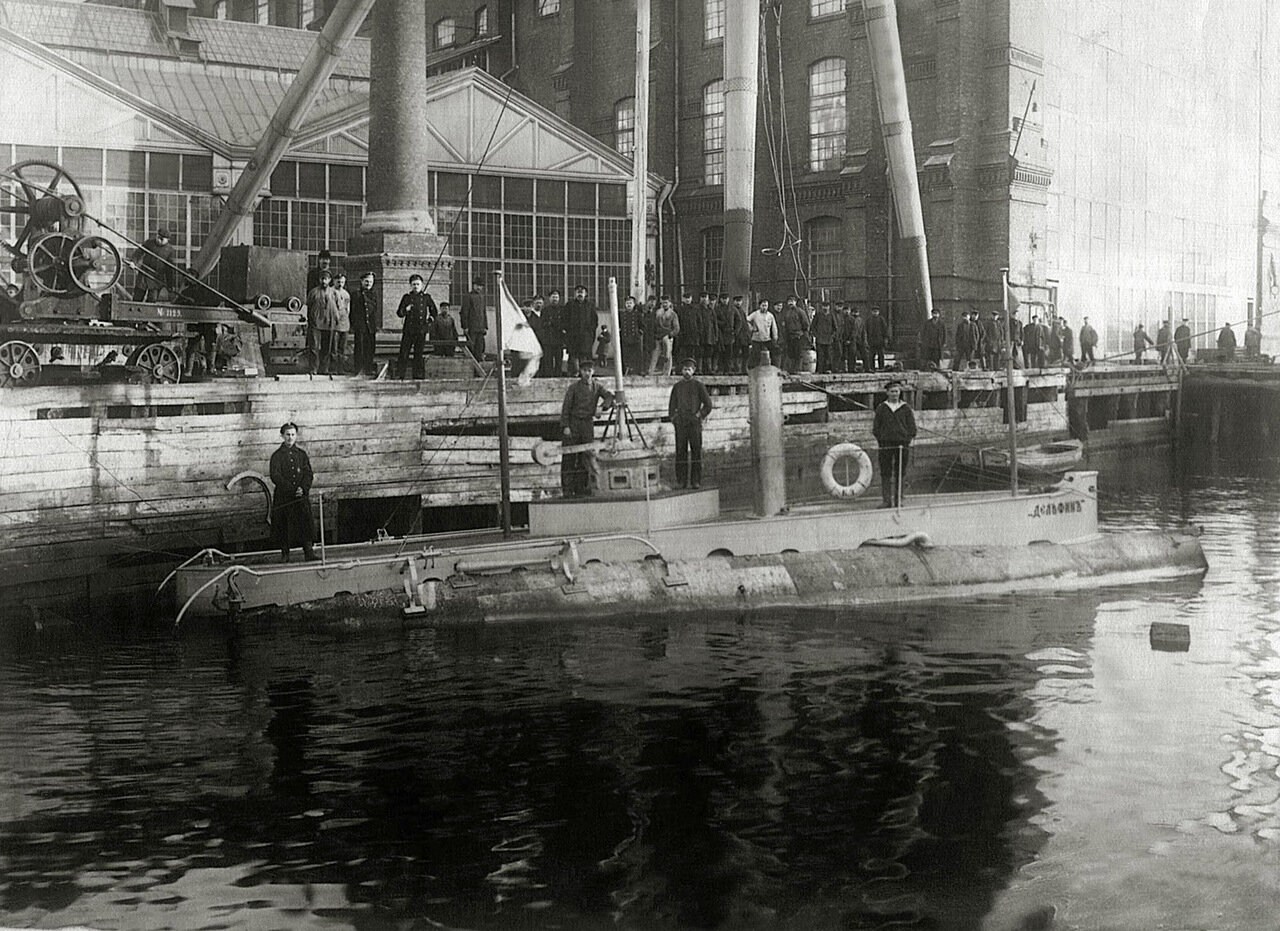
Первая российская подводная лодка «Дельфин». 1904 г

Первой российской подводной лодкой, официально принятой на вооружение, стала подлодка «Дельфин», вошедшая в состав флота в 1903 году под обозначением «миноносец № 113». Она была вооружена двумя внешними решётчатыми торпедными аппаратами системы Джевецкого и имела полное водоизмещение 124 тонны.
Советское время отмечено созданием ряда лодок — мировых рекордсменов: самые большие лодки — проект 941 «Акула» (подводное водоизмещение — 48 000 тонн), самая скоростная — проект 661 «Анчар» (до 44,7 узлов), самая глубоководная — 685 «Плавник» (до 1 250 м), скоростные и манёвренные подводные истребители проекта 705К «Лира».
В настоящее время на вооружении ВМФ России состоят подводные лодки 13 проектов.
Ниже представлен список основных проектов царских, советских и российских подводных лодок, упорядоченный по классу корабля и периоду истории.

## Дизель-электрические
ДЭПЛ — дизель-электрические подводные лодки

### Период Русско-Японской и Первой мировой войн
| Проект | Год вст. в стр. | Построено           | Главный конструктор                              | Энергетическая установка                   | Примечание |
| --- | --------------- | ------------------- | ------------------------------------------------ | ------------------------------------------ | --- |
| «Матрос Пётр Кошка» | 1902            | 1                   | Е. В. Колбасьев Н. Е. Кутейников                 | электрическая                              | Построенная в строжайшей секретности, по сути являлась мини-подлодкой для диверсий внутри гаваней, а не самостоятельным кораблём.                                                                         |
| «Дельфин» | 1904            | 1                   | И. Г. Бубнов И. С. Горюнов М.Н. Беклемишев       | бензин-электрическая                       | Первая полноценная российская подводная лодка. В августе 1917 исключена из ВМФ. |
| «Касатка» (Касатка, Скат, Налим, Макрель, Окунь, Фельдмаршал граф Шереметев)                                                                           | 1904 — 1908     | 6                   | И. Г. Бубнов М.Н. Беклемишев                     | бензин-электрическая, дизель-электрическая | В июле 1920 исключены из ВМФ. |
| «Форель» | 1904            | 1                   | Р. Эквилей, верфь Ф. Круппа                      | электрическая                              | малая экспериментальная, подарена России Германией |
| «Карп» (Карп, Карась, Камбала) | 1907            | 3                   | верфь Ф. Круппа                                  | керосин-электрическая                      | Немецкий проект, предшественник проекта U-1. |
| «Кета» | 1905            | 1                   | лейтенант С. А. Янович                           | бензиновая                                 | переделана из ПЛ проекта Джевецкого |
| «Сом» (Сом, Щука, Пескарь, Стерлядь, Белуга, Лосось, Судак)                                                                                            | 1904 — 1907     | 7                   | Д. Голланд                                       | бензин-электрическая                       | американский проект «Holland-VIIR» |
| «Осётр» (Осётр, Кефаль, Сиг, Бычок, Палтус, Плотва) | 1904 — 1905     | 6                   | С. Лэк                                           | бензин-электрическая                       | на базе ПЛ «Protector», американского проекта 1901 года |
| «Почтовый» | 1909            | 1                   | С. К. Джевецкий                                  | бензиновая, единый двигатель               | Экспериментальная, использовалась в учебных целях. |
| «Кайман» (Кайман, Аллигатор, Крокодил, Дракон) | 1911            | 4                   | С. Лэк                                           | бензин-электрическая                       | Американский проект. Признаны неудачными, прослужили очень недолго. |
| «Минога» | 1909            | 1                   | И. Г. Бубнов                                     | дизель-электрическая                       | Одна из первых в мире дизель-электрических подводных лодок. |
| «Акула» | 1911            | 1                   | И. Г. Бубнов                                     | дизель-электрическая                       | Первая российская подлодка дальнего радиуса действия. |
| «Краб» | 1915            | 1                   | М. П. Налётов                                    | керосин-электрическая                      | Первый в мире подводный минный заградитель |
| «Морж» («Нерпа») (Нерпа, Морж, Тюлень) | 1914 — 1915     | 3                   | И. Г. Бубнов                                     | дизель-электрическая                       | |
| «Нарвал» «Holland-XXXIA» (Кашалот, Кит, Нарвал) | 1915 — 1916     | 3                   | Д. Голланд                                       | дизель-электрическая                       | |
| «Барс» (Барс , Гепард, Вепрь, Волк, Тигр, Львица, Змея, Единорог, Пантера, Рысь, Ягуар, Кугуар, Леопард, Тур, Угорь, Гагара, Утка, Буревестник, Орлан) | 1915 — 1917     | 18 (фактическое 16) | И. Г. Бубнов                                     | дизель-электрическая                       | |
| «Святой Георгий» | 1917            | 1                   | Ч. Лауренти «Фиат», Италия                       | дизель-электрическая                       | двухкорпусная, итальянский проект «F» |
| «Ёрш» | Спущ. 1917      | 1 + 1               | И. Г. Бубнов переобор. в загр. К. И. Руберовский | дизель-электрическая                       | минный заградитель, переоборудованы из пр. «Барс» |
| «27-В» тип 13 (№ 1, № 2, № 3) | 1914            | 3                   | Д. Голланд                                       | дизель-электрическая                       | малые ПЛ для прибрежной обороны |
| «Американский Голланд» «602-F» («АГ-11», «АГ-12», «АГ-13», «АГ-14», «АГ-15»)                                                                           | 1916            | 5                   | Д. Голланд                                       | дизель-электрическая                       | |
| Тип Б-1 («Генерал-майор Бубнов») | 1917 (закладка) | 0 + 4               | И. Г. Бубнов                                     | дизель-электрическая                       | Вся серия должна была составить 20 ед. Было заказано: 4 ПЛ — Балтийский завод, 6 ПЛ — Русско-Балтийский завод (г. Ревель) — 1915 г.; ещё 8 ПЛ — Балтийский завод и 2 ПЛ — Русско-Балтийский завод — 1916. |
| «Американский Голланд» «602-GF» («АГ-21», «АГ-22», «АГ-23», «АГ-24», «АГ-25», «АГ-26»)                                                                 | 1918 — 1923     | 6                   | Д. Голланд                                       | дизель-электрическая                       | |

### Период Второй мировой войны
| Проект            | Серии     | Фото/Силуэт | Построено | Главный конструктор                         | Примечание |
| ----------------- | --------- | ----------- | --------- | ------------------------------------------- | --- |
| Д — «Декабрист»   | I         |             | 6         | Б. М. Малинин                               | Первый советский проект, большие торпедные лодки. Д-2 «Народоволец» сохранена как музейный корабль. Д-3 «Красногвардеец» первой во флоте стала краснознамённой и гвардейской. |
| Л — «Ленинец»     | II        |             | 6         | Б. М. Малинин                               | Подводные минные заградители, изначально проектировались с оглядкой на британскую L-55. Л-3 стала гвардейской, Л-4 и Л-22 стали Краснознамёнными.                             |
| Л — «Ленинец»     | XI        |             | 6         | Б. М. Малинин                               | Подводные минные заградители, изначально проектировались с оглядкой на британскую L-55. Л-3 стала гвардейской, Л-4 и Л-22 стали Краснознамёнными.                             |
| Л — «Ленинец»     | XIII      |             | 7         | Б. М. Малинин                               | Подводные минные заградители, изначально проектировались с оглядкой на британскую L-55. Л-3 стала гвардейской, Л-4 и Л-22 стали Краснознамёнными.                             |
| Л — «Ленинец»     | XIII-1938 |             | 5 + 1     | Б. М. Малинин                               | Подводные минные заградители, изначально проектировались с оглядкой на британскую L-55. Л-3 стала гвардейской, Л-4 и Л-22 стали Краснознамёнными.                             |
| Щ — «Щука»        | III       |             | 4         | Б. М. Малинин                               | Средние подводные лодки с достаточно сбалансированными характеристиками. 6 подводных лодок типа «Щ» стали гвардейскими, 11 — краснознамёнными.                                |
| Щ — «Щука»        | V         |             | 12        | Б. М. Малинин                               | Средние подводные лодки с достаточно сбалансированными характеристиками. 6 подводных лодок типа «Щ» стали гвардейскими, 11 — краснознамёнными.                                |
| Щ — «Щука»        | V-бис     |             | 14        | Б. М. Малинин                               | Средние подводные лодки с достаточно сбалансированными характеристиками. 6 подводных лодок типа «Щ» стали гвардейскими, 11 — краснознамёнными.                                |
| Щ — «Щука»        | V-бис-2   |             | 13        | Б. М. Малинин                               | Средние подводные лодки с достаточно сбалансированными характеристиками. 6 подводных лодок типа «Щ» стали гвардейскими, 11 — краснознамёнными.                                |
| Щ — «Щука»        | Х         |             | 32        | Б. М. Малинин                               | Средние подводные лодки с достаточно сбалансированными характеристиками. 6 подводных лодок типа «Щ» стали гвардейскими, 11 — краснознамёнными.                                |
| Щ — «Щука»        | X-бис     |             | 11        | Б. М. Малинин                               | Средние подводные лодки с достаточно сбалансированными характеристиками. 6 подводных лодок типа «Щ» стали гвардейскими, 11 — краснознамёнными.                                |
| П — «Правда»      | IV        |             | 3         | А. Н. Асафов                                | Эскадренные подводные лодки. Признаны неудачными, использовались как учебные и транспортные.                                                                                  |
| М — «Малютка»     | VI        |             | 30        | А. Н. Асафов                                | Малые подводные лодки с возможностью перевозки по железной дороге. VI и VI-бис серии предназначались для прибрежной обороны, остальные выполняли полноценные боевые походы.   |
| М — «Малютка»     | VI-бис    |             | 20        | А. Н. Асафов                                | Малые подводные лодки с возможностью перевозки по железной дороге. VI и VI-бис серии предназначались для прибрежной обороны, остальные выполняли полноценные боевые походы.   |
| М — «Малютка»     | XII       |             | 45 + 1    | П. И. Сердюк                                | Малые подводные лодки с возможностью перевозки по железной дороге. VI и VI-бис серии предназначались для прибрежной обороны, остальные выполняли полноценные боевые походы.   |
| М — «Малютка»     | XV        |             | 14 + 43   | Ф. Ф. Полушкин                              | Малые подводные лодки с возможностью перевозки по железной дороге. VI и VI-бис серии предназначались для прибрежной обороны, остальные выполняли полноценные боевые походы.   |
| С — «Средняя»     | IX        |             | 3         | С. Г. Турков В. Н. Перегудов В. Ф. Критский | Средние подводные лодки с сильным артиллерийским вооружением на базе немецкого проекта Е-2. С-13 — лидер по потопленному тоннажу. С-56 — музейный корабль во Владивостоке.    |
| С — «Средняя»     | IX-бис    |             | 38        | С. Г. Турков В. Н. Перегудов В. Ф. Критский | Средние подводные лодки с сильным артиллерийским вооружением на базе немецкого проекта Е-2. С-13 — лидер по потопленному тоннажу. С-56 — музейный корабль во Владивостоке.    |
| К — «Крейсерская» | XIV       |             | 11        | М. А. Рудницкий                             | Подводные крейсера с торпедно-минно-артиллерийским вооружением. В основном воевали на Северном флоте. К-21 сохранена как музейный корабль.                                    |

### Иностранные подводные лодки в ВМФ СССР во время Второй мировой войны
Трофейные корабли в этом разделе не указаны.
| Проект  | Представители                                    | Изображение | Построено | Страна-изготовитель  | В строю ВМФ СССР | Происхождение |
| ------- | ------------------------------------------------ | ----------- | --------- | -------------------- | ---------------- | --- |
| Тип «L» | L-55 (Л-55), бывшая HMS L55                      |             | 1         | Великобритания, 1918 | с 1932           | потоплена в 1919 году при боевых действиях против РККФ, в 1928 году поднята и отправлена на ремонт в Балтийский завод, в 1932 году вошла в состав Балтийского флота и позже, в этом же году, переименована в Л-55 |
| «Калев» | Калев, Лембит                                    |             | 2         | Великобритания, 1936 | c 1940           | из ВМС Эстонии |
| «Ронис» | Ронис, Спидола                                   |             | 2         | Франция, 1927        | c 1940           | из ВМС Латвии |
| Тип «S» | В-1, бывшая HMS Sunfish                          |             | 1         | Великобритания, 1936 | c 1944           | получена в счёт будущих репараций доли итальянского флота, погибла с советским экипажем при переходе из Великобритании на Северный флот                                                                           |
| Тип «U» | В-2, бывшая HMS Unbroken, В-3, бывшая HMS Unison |             | 2         | Великобритания, 1936 | c 1944           | получены в счёт будущих репараций доли итальянского флота, после получения Советским Союзом итальянских кораблей были выведены из состава брПЛ СФ и возвращены их владельцам                                      |
| Тип «U» | В-4, бывшая HMS Ursula                           |             | 1         | Великобритания, 1936 | c 1944           | получены в счёт будущих репараций доли итальянского флота, после получения Советским Союзом итальянских кораблей были выведены из состава брПЛ СФ и возвращены их владельцам                                      |

### Многоцелевые
| Проект           | Классификация НАТО | Фото/Силуэт | Построено                 | Главный конструктор                          | Примечание                                                                             |
| ---------------- | ------------------ | ----------- | ------------------------- | -------------------------------------------- | -------------------------------------------------------------------------------------- |
| 611              | Zulu               |             | 26                        | С. А. Егоров                                 | на базе немецкого проекта XXI                                                          |
| 613              | Whiskey            |             | 215                       | В. Н. Перегудов Я. Е. Евграфов З. А. Дерибин | Самая массовая подводная лодка в СССР.                                                 |
| А615             | Quebec             |             | 30 (1 — 615), (29 — А615) | А. С. Кассациер                              | Малая подводная лодка с дизельным двигателем единого хода.                             |
| 633              | Romeo              |             | 20                        | З. А. Дерибин                                | Развитие и замена проекта 613                                                          |
| 641              | Foxtrot            |             | 75 (58 — 641) (17 — И641) | С. А. Егоров З. А. Дерибин Ю. Н. Кормилицин  | Замена проекта 611 на базе новых материалов и механизмов                               |
| 641Б «Сом»       | Tango              |             | 18                        | Ю. Н. Кормилицин                             | Модернизация проекта 641 в сторону уменьшения шумности и повышения боевых возможностей |
| 877 «Палтус»     | Kilo               |             | 43                        | Ю. Н. Кормилицин                             | первая советская ДПЛ 3го плколения                                                     |
| 636 «Варшавянка» | Improved Kilo      |             | 32                        | Ю. Н. Кормилицин                             | Экспортный вариант проекта 877 «Палтус».                                               |
| 677(М) «Лада»    | Lada               |             | 3 (2 строятся)            | Ю. Н. Кормилицин А. С. Арсентьев             | дальнейшее развитие ДПЛ 877-го проекта                                                 |
| 677Э «Амур-1650» |                    |             | 0                         | Ю. Н. Кормилицин А. С. Арсентьев             | Экспортный вариант проекта 677(М) «Лада».                                              |

### С крылатыми ракетами
ДПЛРК — дизельная подводная лодка с крылатыми ракетами
| Проект          | Классификация НАТО    | Фото | Построено | Главный конструктор            | Базовый проект |
| --------------- | --------------------- | ---- | --------- | ------------------------------ | --- |
| 644             | Whiskey Twin Cylinder |      | 6         | П. П. Пустынцев                | переоборудованы из 613 |
| 665             | Whiskey Long Bin      |      | 6         | Б. А. Леонтьев                 | переоборудованы из 613 |
| 651             | Juliett               |      | 16        | А. С. Кассациер                | Эти лодки — единственный проект советских ДПЛ, изначально разработанный для оснащения крылатыми ракетами, а не переделанный из многоцелевой ПЛ. |
| 677Э «Амур-950» |                       |      | 0         | Ю.Н.Кормилицин А. С. Арсентьев | уменьшенный экспортный вариант проекта 677(М) «Лада»                                                                                            |

### С баллистическими ракетами
ПЛРБ — подводная лодка с ракетами баллистическими
| Проект | Классификация НАТО | Силуэт | Построено | КБ / Главный конструктор   | Переоборудованы из проекта            |
| ------ | ------------------ | ------ | --------- | -------------------------- | ------------------------------------- |
| В611   | Zulu-IV            |        | 1         | СКБ-143, Н. Н. Исанин      | 611                                   |
| 611АВ  | Zulu-V             |        | 5         | СКБ-143, Н. Н. Исанин      | 611                                   |
| 629    | Golf-I             |        | 23        | СКБ-143, Н. Н. Исанин      | (разработана на основе 641го проекта) |
| 629Б   | Golf-II            |        | 1         | СКБ-143, Н. Н. Исанин      | 629                                   |
| 629А   | Golf-II            |        | 14        | СКБ-143, Н. Н. Исанин      | 629                                   |
| 601    | Golf-III           |        | 1         | СКБ-143, Н. Н. Исанин      | 629                                   |
| 605    | Golf-IV            |        | 1         | ЦПБ «Волна», В. В. Борисов | 629                                   |
| 619    | Golf-V             |        | 1         | СКБ-143, Н. Н. Исанин      | 629                                   |

### Специального назначения
| Проект            | Классификация НАТО | Фото или силуэт | Построено           | Главный конструктор | Предназначение                                       |
| ----------------- | ------------------ | --------------- | ------------------- | ------------------- | ---------------------------------------------------- |
| 629Р              | Golf I Mod         |                 | 4                   | Н. Н. Исанин        | Подводная лодка-ретранслятор                         |
| 690 «Кефаль»      | Bravo              |                 | 4                   | Е. В. Крылов        | Подводная лодка — мишень                             |
| 940 «Ленок»       | India              |                 | 2                   | Б. А. Леонтьев      | подводные спасательные работы                        |
| 907 «Тритон-1М»   |                    |                 | 32                  | Я. Е. Евграфов      | транспорт для спецопераций                           |
| 09080 «Тритон-2»  |                    |                 | 13                  | Я. Е. Евграфов      | транспорт для спецопераций                           |
| 865 «Пиранья»     | Losos              |                 | 2                   | Л. В. Чернопятов    | подводные спецоперации                               |
| 1603 «Бентос-300» | —                  |                 | 2                   | И. Б. Михайлов      | подводная лаборатория для биологических исследований |
| 1710 «Макрель»    | Beluga             |                 | 1                   | Г. П. Москалёв      | гидродинамические исследования                       |
| 1837, 1837к       |                    |                 | 5 (1837), 4 (1837К) | Б. А. Леонтьев      | автономный подводный спасательный аппарат            |
| 1840              | Lima               |                 | 1                   | Е. С. Корсуков      | подводная база-лаборатория                           |
| 20120 («Саров»)   |                    |                 | 1                   | ЦКБ МТ «Рубин»      | испытание новых вооружений                           |

## Парогазотурбинные
| Проект | Классификация НАТО | Силуэт | Построено | Главный конструктор                      | Примечание                                           |
| ------ | ------------------ | ------ | --------- | ---------------------------------------- | ---------------------------------------------------- |
| 617    | Whale              |        | 1         | А. А. Антипин, (с 1955 г.) С. Н. Ковалёв | проект основан на немецких разработках ПЛ серии XXVI |

## Атомные
В большинстве проектов атомных подводных лодок использовались водо-водяные реакторы. Использование реакторов с жидкометаллическим теплоносителем было ограниченным (проекты 645 ЖМТ «Кит», 705, 705К «Лира»). В проекте 651Э переоборудования ДЭПЛ использовалась модульная атомная энергетическая установка мощностью 600 кВт.

### Атомные торпедные и многоцелевые
ПЛАТ — подводная лодка атомная торпедная.
Также включают МПЛАТРК — многоцелевые атомные подводные лодки торпедные с крылатыми ракетами.
| Проект           | Классификация НАТО | Силуэт | Построено                | Реактор                            | Главный конструктор           | Примечание                                                       |
| ---------------- | ------------------ | ------ | ------------------------ | ---------------------------------- | ----------------------------- | ---------------------------------------------------------------- |
| 627 «Кит»        | November           |        | 1                        | 2 × ВМ-А по 70 МВт                 | В. Н. Перегудов               | первый проект советской АПЛ                                      |
| 627А «Кит»       | November           |        | 12                       | 2 × ВМ-А по 70 МВт                 | В. Н. Перегудов               | на основе проекта 627, серийная                                  |
| 645 ЖМТ «Кит»    | November           |        | 1 — К-27                 | ЖМТ, 2 × РМ-1 (ППУ ВТ-1) по 73 МВт | А. К. Назаров                 | экспериментальная лодка                                          |
| 659Т             | Echo-I             |        | 5                        | 2 × ВМ-А по 70 МВт                 | П. П. Пустынцев Н. А. Климов  | переоборудованы из ПЛАРК проекта 659                             |
| 671 «Ёрш»        | Victor-I           |        | 15                       | 2 × ВМ-4 по 72 МВт                 | Г. Н. Чернышёв                | серийная ПЛАТ 2го поколения                                      |
| 671РТ «Сёмга»    | Victor-II          |        | 7                        | 2 × ВМ-4П                          | Г. Н. Чернышёв                | на основе 671 с возможностью использования ракето-торпед         |
| 671РТМ(К) «Щука» | Victor-III         |        | 26                       | 2 × ВМ-4 по 72 МВт                 | Г. Н. Чернышёв                | развитие проекта 671, на основе 671рт                            |
| 685 «Плавник»    | Mike               |        | 1                        | ОК-650Б-3 190 МВт                  | Н. А. Климов Ю.Н.Кормилицин   | титановый корпус, рекорд глубины погружения                      |
| 705, 705К «Лира» | Alfa               |        | 7 (4 — 705), (3 — 705К)  | ЖМТ, ОК-550 (705), БМ-40А (705К)   | М. Г. Русанов, В. В. Ромин    | титановый корпус, подводная лодка — истребитель                  |
| 945 «Барракуда»  | Sierra-I           |        | 2                        | ОК-650А 180 МВт                    | Н. И. Кваша                   | титановый корпус, положили начало подводная лодка 3-го поколения |
| 945А «Кондор»    | Sierra-II          |        | 2                        | ОК-650Б 190 МВт                    | Н. И. Кваша                   | титановый корпус, развитие АПЛ проекта 945                       |
| 945Б «Марс»      | Sierra-III         |        | 0 (разобрана на стапеле) | ОК-650                             | Н. И. Кваша                   | титановый корпус, планировалась как 4-го поколения АПЛ           |
| 971 «Щука-Б»     | Akula              |        | 15                       | ОК-650Б или ОК-9ВМ                 | Г. Н. Чернышёв Ю.И.Фарафонтов | на базе одного ТЗ с проектом 945 «Барракуда»                     |
| 885 «Ясень»      | Graney             |        | 1                        | ОК-650В 190 МВт                    | В. Н. Пялов                   | первый российский проект ПЛАТ 4-го поколения                     |
| 885М «Ясень-М»   | Graney             |        | 4 (4 строятся)           | КТП-6-185СП 200 МВт                | В. Н. Пялов                   | развитие АПЛ проекта 885                                         |

### Атомные с крылатыми ракетами
ПЛАРК — подводная лодка атомная с ракетами крылатыми.
| Проект                                             | Классификация НАТО | Силуэт | Построено   | Реактор                               | Главный конструктор              | КРПЛ                          |
| -------------------------------------------------- | ------------------ | ------ | ----------- | ------------------------------------- | -------------------------------- | ----------------------------- |
| 651Э, переоборудована из 651                       | Juliett            |        | 1           | модульная установка мощностью 600 кВт | Н. И. Кваша                      | 4 х П-5, впоследствии 4 х П-6 |
| 659                                                | Echo-I             |        | 5           | 2 × ВМ-А по 70 МВт                    | П. П. Пустынцев Н. А. Климов     | 6 х П-5                       |
| 675                                                | Echo-II            |        | 29          | 2 × ВМ-А по 70 МВт                    | П. П. Пустынцев                  | 8 х П-6                       |
| 661 «Анчар»                                        | Papa               |        | 1           | 2 × В-5Р по 177,4 МВт                 | Н. Н. Исанин Н. Ф. Шульженко     | 10 х П-70 Аметист             |
| 667AT «Груша», переоборудована из 667А «Навага»    | Yankee-Notch       |        | 3           | 2 × ВМ-4                              | О. Я. Марголин                   | 8 х ТА (C-10 «Гранат»)        |
| 667M «Андромеда», переоборудована из 667А «Навага» | Yankee-Sidecar     |        | 1           | 2 × ВМ-4                              | С. Н. Ковалёв                    | 12 х «Метеорит-М»             |
| 670 «Скат»                                         | Charlie-I          |        | 11          | ВМ-4-1 89,2 МВт                       | В. К. Шапошников, В. П. Воробьёв | 8 х П-70 Аметист              |
| 670M «Чайка»/«Скат-М»                              | Charlie-II         |        | 6           | ВМ-4-1 89,2 МВт                       | В. П. Воробьёв                   | 8 х П-120 Малахит             |
| 06704 «Чайка-Б», переоборудована из 670М «Чайка»   | Charlie-III        | 1      | А. Г. Лещев | ВМ-4-1 89,2 МВт                       | 24 х П-800 Оникс                 |                               |
| 949 «Гранит»                                       | Oscar-I            |        | 2           | 2 × ОК-650В по 190 МВт                | П. П. Пустынцев И. Л. Баранов    | 24 х П-700 Гранит             |
| 949A «Антей»                                       | Oscar-II           |        | 11          | 2 × ОК-650В по 190 МВт                | И. Л. Баранов                    | 24 х П-700 Гранит             |

### Атомные с баллистическими ракетами
ПЛАРБ — подводная лодка атомная с ракетами баллистическими.
Чаще обозначаются как РПКСН — ракетный подводный крейсер стратегического назначения
| Проект                                             | Классификация НАТО | Силуэт | Построено      | Реактор               | Главный конструктор                 | БРПЛ                                        |
| -------------------------------------------------- | ------------------ | ------ | -------------- | --------------------- | ----------------------------------- | ------------------------------------------- |
| 658, 658M, 658T                                    | Hotel-I, -II       |        | 8              | 2 × ВМ-А по 70 МВт    | И. Б. Михайлов (658), С. Н. Ковалёв | Д-2, 3хР-13                                 |
| 701, переоборудована из 658                        | Hotel-III          |        | 1              |                       | Н. Ф. Шульженко                     | Д-9, 6хР-29                                 |
| 667А «Навага», 667АУ «Налим»                       | Yankee-I           |        | 34             | 2 × ВМ-2-4            | С. Н. Ковалёв                       | Д-5, 16хР-27, Д-5У, 16хР-27У                |
| 667AM «Навага-М», переоборудована из 667А «Навага» | Yankee-II          |        | 1              |                       | О. Я. Марголин                      | Д-11, 12хР-31                               |
| 667Б «Мурена»                                      | Delta-I            |        | 18             | 2 × ВМ-4Б             | С. Н. Ковалёв                       | Д-9, 12хР-29                                |
| 667БД «Мурена-М»                                   | Delta-II           |        | 4              |                       | С. Н. Ковалёв                       | Д-9Д, 16хР-29Д                              |
| 667БДР «Кальмар»                                   | Delta-III          |        | 14             | 2 × ВМ-4С             | С. Н. Ковалёв                       | Д-9Р, 16хР-29Р                              |
| 667БДРМ «Дельфин»                                  | Delta-IV           |        | 7              | 2 × ВМ-4СГ            | С. Н. Ковалёв                       | Д-9РМ, 16хР-29РМ затем Д-9РМУ2, 16хР-29РМУ2 |
| 941 «Акула»                                        | Typhoon            |        | 6              | 2 × ОК-650В по 190МВт | С. Н. Ковалёв                       | Д-19, 20хР-39 или Р-30 Булава (пр. 941УМ)   |
| 955 «Борей»                                        | Borei              |        | 3              | OK-650B 190 МВт       | В. А. Здорнов                       | Р-30 Булава                                 |
| 955А «Борей-А»                                     |                    |        | 5 (2 строятся) | КТП-6-185СП 200 МВт   | С. О. Суханов В. А. Чернецов        | Р-30 Булава                                 |

### Атомные специального назначения
| Проект                                              | Классификация НАТО | Силуэт | Построено                | Реактор            | Главный конструктор | Предназначение                                                      |
| --------------------------------------------------- | ------------------ | ------ | ------------------------ | ------------------ | ------------------- | ------------------------------------------------------------------- |
| 658С, переоборудована из 658М                       | Hotel              |        | 1 — К-19                 | 2 × ВМ-А по 70 МВт | С. Н. Ковалёв       | исследование новых систем радиосвязи                                |
| 658У, переоборудованы из 658М                       | Hotel              |        | 2                        | 2 × ВМ-А по 70 МВт | С. Н. Ковалёв       | корабли связи, ретрансляторы                                        |
| 675Н                                                | Echo-II            |        | 1 — КС-86                | 2 × ВМ-А по 70 МВт | П. П. Пустынцев     | носитель сверхмалых ПЛ                                              |
| 09774 (667АН), переоборудована из 667А «Навага»     | Yankee-Stretch     |        | 1 — КС-411 «Оренбург»    |                    | ЛПМБ «Рубин»        | 29-я ДПЛ СФ, носитель сверхмалых ПЛ                                 |
| 09786, переоборудована из 667БДР «Кальмар»          |                    |        | 1 — БС-136 «Оренбург»    |                    | ЛПМБ «Рубин»        | 29-я ДПЛ СФ, носитель сверхмалых ПЛ                                 |
| 09787, переоборудована из 667БДРМ «Дельфин»         |                    |        | 1 — БС-64                |                    | ЛПМБ «Рубин»        | 29-я ДПЛ СФ, носитель сверхмалых ПЛ                                 |
| 667АК «Аксон-1», базовый проект 667А «Навага»       | Yankee-Pod         |        | 1 — К-403 «Казань»       |                    | ЦКБ МТ «Рубин»      | испытание новых типов ГАК                                           |
| 09780 «Аксон-2», переоборудована из 667АК «Аксон-1» | Yankee Big Nose    |        | 1 — К-403 «Казань»       |                    | ЦКБ МТ «Рубин»      | испытание новых типов ГАК                                           |
| 1910 «Кашалот», 1851 «Нельма»/«Палтус»              | Uniform, «X-Ray»   |        | 6 (3 — 1910), (3 — 1851) | 1 × 36 МВт         | Е. С. Корсуков      | официально — исследование новых типов АЭУ, фактически — 29-я ДПЛ СФ |
| 10831 «Лошарик»                                     |                    |        | 1                        |                    |                     | специальные операции (29-я ДПЛ СФ), большая глубина погружения      |